# 兴田乡
兴田乡，是中华人民共和国江西省景德镇市浮梁县下辖的一个乡镇级行政单位。

## 行政区划
兴田乡下辖以下地区：
兴田村、朱家村、程家山村、城门村、锦里村、潭口村和方家坞村。